# In effigie

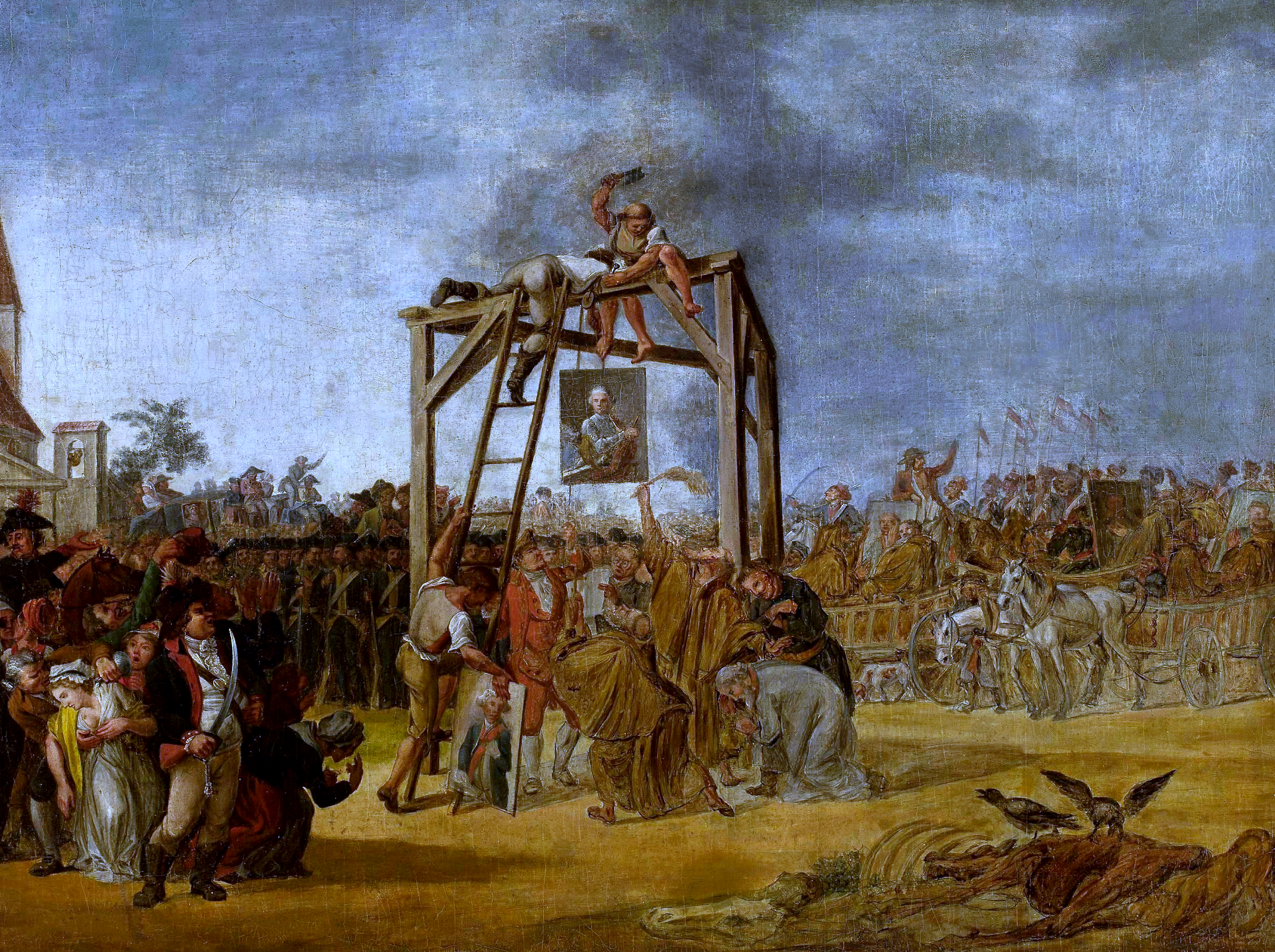
Wieszanie zdrajców, Jan Piotr Norblin, 1794

In effigie (łac. w obrazie) – obecna w prawie europejskim od czasów średniowiecza norma pozwalająca na wykonanie kary śmierci na wizerunku skazanego, który nie dożył egzekucji lub zbiegł.
Formułę in effigie zastosował Sąd Najwyższy Kryminalny w czasie insurekcji kościuszkowskiej (1794), wykonując wyrok na przywódcach konfederacji targowickiej 29 września 1794.
Opis takiej egzekucji zawarł w powieści 120 dni Sodomy czyli szkoła libertynizmu (napisanej w 1785 r., opublikowanej w 1904 r.) Donatien Alphonse François de Sade (markiz de Sade), którego karę śmierci wykonano w tej konwencji w 1772 roku.